# نادي براغا لكرة اليد
نادي براغا لكرة اليد هو نادي كرة يد في البرتغال تأسس في سنة 1933 يقع مقره في براغا. يلعب في الدوري البرتغالي لكرة اليد الدرجة الأولى.

## الإنجازات
- الدوري البرتغالي لكرة اليد الدرجة الأولى :
  - 1986–87، 1987–88، 1990–91، 1991–92، 1992–93، 1994–95، 1995–96، 1996–97، 1997–98، 1999–00، 2005–06، 2006–07، 2015–16
- كأس البرتغال
  - 1989–90، 1990–91، 1991–92، 1992–93، 1994–95، 1995–96، 1996–97، 1999–00، 2007–08، 2008–09، 2014–15